# Grímólfur
Grímólfur (n. 855) foi um explorador e caudilho víquingue de Ogdum, reino de Rogaland na Noruega e um dos primeiros colonizadores de Norður-Ísafjarðarsýsla na Islândia. De acordo com Landnámabók, Grímólfur era casado com Kormlóður Kjarvelsdottir, filha do rei de Osraige, Kjarvalr Írakonungr. Fruto desse relacionamento nasce Þorgrímur Grímólfsson, considerado o primeiro goði do clã familiar dos Ölfusingar.